# Fray Benito Feijoo (escultura)
L'escultura urbana coneguda pel nom Fray Benito Jerónimo, ubicada a la plaça Feijoo, a la ciutat d'Oviedo, Principat d'Astúries, Espanya, és una de les més d'un centenar que adornen els carrers de l'esmentada ciutat espanyola.
El paisatge urbà d'aquesta ciutat, es veu adornat per obres escultòriques, generalment monuments commemoratius dedicats a personatges d'especial rellevància en un primer moment, i més purament artístiques des de finals del segle xx.
L'escultura, feta de pedra, és obra de Gerardo Zaragoza, i està datada 1953.
L'obra està situada just de manera que està mirant la façana que té les finestres de la cel·la on va residir des de 1709 fins a la seva mort, Benito Jerónimo Feijoo, monjo benedictí, que va ser catedràtic de Teologia a la Universitat d'Oviedo de 1710 a 1739, en el llavors convent de Sant Vicent i que encara es conserva amb força fidelitat al casalot, que ara fa de Museu Arqueològic Provincial d'Oviedo.